# André Langevin
André Langevin (* 11. Juli 1927 in Montreal; † 21. Februar 2009 in Cowansville, Gemeinde Brome-Missisquoi) war ein kanadischer Schriftsteller französischer Sprache.

## Leben und Werk
André Langevin wuchs zwischen dem Alter von 7 und 12 Jahren in einem Waisenhaus auf. Er war zuerst Laufjunge der Tageszeitung Le Devoir, dann Journalist (1947 auch bei Notre Temps, danach bis 1985 bei Radio-Canada). 1951 veröffentlichte er den ersten von insgesamt 5 Romanen. Am bekanntesten wurde der 1953 erschienene Roman Poussière sur la ville (Staub über der Stadt), 1968 verfilmt von Arthur Lamothe.

## Romane
- Evadé de la nuit. Montreal 1951.
- Poussière sur la ville. Tisseyre, Montréal 1953. Robert Laffont, Paris 1955. (zahlreiche Auflagen)
- Le temps des hommes. Tisseyre, Montreal 1956.
- L’élan d’Amérique. Denoël, Paris 1973.
- Une Chaîne dans le parc. Julliard, Paris 1974.

## Theater
- L’Oeil du peuple. Pièce en trois actes. 1957.